# If I Told Him: A Completed Portrait of Picasso

Photographie de Gertrude Stein dans son salon, avec son portrait en arrière-plan.

If I Told Him : A Completed Portrait of Picasso  (« Si je lui disais : un portrait complété de Picasso ») est un poème de Gertrude Stein. Composé en 1923, il est publié pour la première fois dans le magazine Vanity Fair en 1924. Il s'agit d'une réponse à un portrait que Pablo Picasso a peint d'elle vingt ans auparavant.

## Source de la traduction
- (en) Cet article est partiellement ou en totalité issu de l’article de Wikipédia en anglais intitulé « If I Told Him: A Completed Portrait of Picasso » (voir la liste des auteurs).